# François Cordenier
 (juillet 2019).
François Cordenier, né le 21 janvier 1989 à Saint-Pol-sur-Mer, est un joueur international de beach soccer français qui évolue au poste de gardien de but.

## Biographie
François Cordenier débute le beach soccer aux côtés de Frédéric Herinckx en Belgique sous les couleurs du LSA Chaudfontaine, club avec lequel il devient champion de Belgique en 2014 en finissant second de la compétition derrière les néerlandais du BS Zeeland. En 2015, son équipe joue sous deux identités : le LSA Chaudfontaine en Belgique avec qui il participe à la l'Euro Winners Cup 2015 et le LBS Dunkerque en France où il remporte le titre de champion de Ligue et finit 7e au National Beach Soccer.
Ses performances en 2016 (nouveau titre de champion de Ligue notamment) lui permettent d'accéder à l'Équipe de France, notamment pour l'Euro Beach Soccer League, même si la performance collective de l'équipe ne lui permet pas de briller.
En 2017, il quitte le LBS Dunkerque et fonde le FMBS Saint-Pol-sur-Mer avec lequel il remporte le titre régional. Malgré un National Beach Soccer en demi-teinte (11e place), il est de nouveau sélectionné pour un tournoi amical à Puerto Vallarta au Mexique où il honore les trois dernières de ses 11 sélections.
Depuis 2018, les performances de son club ne lui permettant plus de se qualifier pour le National Beach Soccer et il n'est plus appelé par le sélectionneur Stéphane François.
En parallèle, il poursuit, au niveau régional, la pratique du football au FC Loon-Plage puis à l'ES Wormhout.

## Carrière internationale
| Sélections en Équipe de France | Sélections en Équipe de France | Sélections en Équipe de France | Sélections en Équipe de France | Sélections en Équipe de France | Sélections en Équipe de France | Sélections en Équipe de France |
| #                              | Date                           | Lieu                           | Adversaire                     | Résultat                       | Compétition                    | But(s)                         |
| ------------------------------ | ------------------------------ | ------------------------------ | ------------------------------ | ------------------------------ | ------------------------------ | ------------------------------ |
| 1                              | 18 juin 2016                   | Balaruc-les-Bains              | Maroc                          | 3-3 ; tab : 3-2                | Match amical                   |                                |
| 2                              | 19 juin 2016                   | Balaruc-les-Bains              | Maroc                          | 2-2 ; tab : 3-1                | Match amical                   |                                |
| 3                              | 1 juillet 2016                 | Moscou                         | Suisse                         | 4-10                           | Euro Beach Soccer League 2016  |                                |
| 4                              | 2 juillet 2016                 | Moscou                         | Russie                         | 0-3                            | Euro Beach Soccer League 2016  |                                |
| 5                              | 3 juillet 2016                 | Moscou                         | Pologne                        | 2-8                            | Euro Beach Soccer League 2016  |                                |
| 6                              | 8 juillet 2016                 | Sanxenxo                       | Ukraine                        | 2-8                            | Euro Beach Soccer League 2016  |                                |
| 7                              | 9 juillet 2016                 | Sanxenxo                       | Espagne                        | 3-11                           | Euro Beach Soccer League 2016  |                                |
| 8                              | 10 juillet 2016                | Sanxenxo                       | Roumanie                       | 4-3                            | Euro Beach Soccer League 2016  |                                |
| 9                              | 21 octobre 2017                | Puerto Vallarta                | États-Unis                     | 5-6                            | Tournoi amical                 |                                |
| 10                             | 22 octobre 2017                | Puerto Vallarta                | Mexique                        | 3-4                            | Tournoi amical                 |                                |
| 11                             | 23 octobre 2017                | Puerto Vallarta                | Colombie                       | 5-4                            | Tournoi amical                 |                                |

## Palmarès
Avec le LSA Chaudfontaine :
- Champion de Belgique  : 2014

Avec le LBS Dunkerque :
- Champion de la Ligue du Nord-Pas-de-Calais de Beach Soccer : 2015
- Champion de la Ligue de football des Hauts-de-France de Beach Soccer : 2016

Avec le FMBS Saint-Pol-sur-Mer :
- Champion de la Ligue de football des Hauts-de-France de Beach Soccer : 2017